# Hylesia daryae
Hylesia daryae is een vlinder uit de familie nachtpauwogen (Saturniidae), onderfamilie Hemileucinae.
De wetenschappelijke naam van de soort is voor het eerst geldig gepubliceerd door Decaens, Bonilla & Wolfe in 2003.